# Doryphallophora harrisoni
Doryphallophora harrisoni är en kräftdjursart som först beskrevs av Geoffrey Allen Boxshall och Roger J. Lincoln 1987.  Doryphallophora harrisoni ingår i släktet Doryphallophora och familjen Doryphallophoridae. Inga underarter finns listade i Catalogue of Life.